# Experiment de Rosenhan
L'experiment de Rosenhan va ser una prova sobre la validesa del diagnòstic psiquiàtric que va portar a terme David Rosenhan el 1972. Va ser publicat a la revista Science sota el títol "On being sane in insane places" ("Sobre estar lúcid en centres per a bojos").
L'estudi de Rosenhan va consistir en dues parts. La primera va utilitzar col·laboradors sans o "pseudopacients", que havien de simular al·lucinacions sonores en un intent d'obtenir l'admissió en 12 hospitals psiquiàtrics de cinc estats dels Estats Units.
Tots van ser efectivament admesos i diagnosticats amb malalties psiquiàtriques. Després de ser internats, els pseudopacientes es van comportar amb normalitat i van comunicar als responsables dels establiments que es trobaven bé i que no havien patit més al·lucinacions. Els responsables mèdics no només no van detectar a cap dels pseudopacientes, sinó que van creure que manifestaven símptomes de malaltia mental real. Diversos van romandre reclosos durant mesos. Tots van ser obligats a reconèixer que patien alguna malaltia mental i a acceptar medicar amb antipsicòtics com a condició per a ser donats d'alta.
La segona part consistia en demanar al personal de l'hospital psiquiàtric que detectés pacients "falsos". En el primer cas, el personal del centre només va detectar un pseudopacient, mentre que en el segon el personal va detectar un gran nombre de pacients reals com a impostors. L'estudi és considerat com una important i influent crítica a la diagnosi psiquiàtrica.
L'estudi va concloure: "Sembla clar que no podem distingir el sa del boig en els manicomis" i també va il·lustrar els perills de la despersonalització i etiquetatge en les institucions psiquiàtriques. Es va suggerir que l'ús d'instal·lacions comunitàries per a la salut mental que es preocupessin de problemes específics més que d'assumptes psiquiàtrics podia ser una solució i va recomanar educar els treballadors per fer-los més conscients de la psicologia social implícita en aquestes instal·lacions.

## L'experiment dels pseudopacients
Vuit "pseudopacients" asseguraven escoltar veus poc clares (les suposades veus eren únicament tres sons-paraules: "buit", "forat" i "sorolls sords"). Cap altre símptoma era simulat. Tots els pseudopacients van ser acceptats. Set d'ells van ser diagnosticats d'esquizofrènia, i l'últim de trastorn bipolar.

## Pacients inexistents
En la segona part del seu estudi, Rosenhan es va adreçar a un centre que ja havia rebut els resultats del seu estudi, el personal del qual pensava que no cometria els errors comesos en les altres institucions. Rosenhan va assegurar que durant tres mesos, un o més pseudopacients intentarien adquirir l'admissió i que ells haurien de detectar els impostors. De 193 pacients, 41 van ser considerats impostors i més de 42 es van considerar sospitosos. En realitat, Rosenhan no va enviar pseudopacients i tots els que van ser considerats impostors eren pacients genuïns. Es va concloure que qualsevol procés de diagnòstic permet massa errors, així que no pot ser fidedigne. Estudis similars van trobar problemes idèntics.